# 松下房利
松下房利（まつした ふさとし、慶長11年（1606年） - 延宝4年8月22日（1676年9月19日））は、江戸時代の旗本。通称、彦兵衛。官位は、従五位下伊賀守、のちに豊前守。松下安綱（常慶）の五男。母は落合蔵人の娘。兄弟に松下重綱、仙誉、昌俊、松下貞綱、松下氏秀。室は松下長晴の娘、継室は大久保忠重の娘。子に松下長房、松下貫長室、大久保忠因室。
寛永6年より徳川家光に仕える。のちに小姓組番士を務め200俵を給され、寛永10年（1633年）2月7日、武蔵国足立郡上尾下村、門前村（一部）、須ヶ谷村（一部）（現・埼玉県上尾市）等加増分200石を加えて400石を賜る。寛永16年4月15日に中奥番士に、承応2年10月22日二の丸留守居になる。そして、万治3年4月13日には後水尾天皇御所附となり、摂津国島上郡、島下郡において500石を加増される。同年10月16日、従五位下伊賀守に叙任される。延宝元年7月末日に職を辞し旗本寄合席となる。延宝3年12月14日、家督を長房に譲り、養老料300俵を賜る。延宝4年に71歳で没する。法名笑円。墓所は上尾下村（現上尾市上尾下）放光院。